# Matías Ocampo
Matías Ernesto Ocampo Ornizún (Montevideo, 14 de marzo de 2002) es un futbolista uruguayo. Juega de centrocampista y su equipo actual es el Club Atlético Cerro de la Primera División de Uruguay.

## Trayectoria

### Defensor Sporting
Ocampo hizo su debut profesional el 30 de agosto de 2020 jugando para el Defensor Sporting en la 9.ª fecha del Torneo Apertura 2020 de la Primera División ganando 2 a 1 a Liverpool Fútbol Club.

## Palmarés
| Título              | Club      | País    | Año  |
| ------------------- | --------- | ------- | ---- |
| Campeonato Uruguayo | Liverpool | Uruguay | 2023 |